# Списак основних судова Републике Србије
Основних судова у Србији има 66:
- Основни суд у Алексинцу, за територију општина Алексинац, Ражањ и Сокобања, са судском јединицом у Сокобањи
- Основни суд у Аранђеловцу, за територију општина Аранђеловац, Рача и Топола, са судском јединицом у Тополи
- Основни суд у Бачкој Паланци, за територију општина Бач и Бачка Паланка
- Први основни суд у Београду, за територију градских општина Врачар, Звездара, Палилула, Савски венац и Стари град
- Други основни суд у Београду, за територију градских општина Вождовац, Гроцка, Раковица и Чукарица
- Трећи основни суд у Београду, за територију градских општина Земун, Нови Београд и Сурчин
- Основни суд у Бечеју, за територију општина Бечеј и Нови Бечеј, са судском јединицом у Новом Бечеју
- Основни суд у Бору, за територију општине Бор
- Основни суд у Брусу, за територију општина Александровац и Брус, са судском јединицом у Александровцу
- Основни суд у Бујановцу, за територију општина Бујановац и Прешево
- Основни суд у Ваљеву, за територију општине Осечина и за град Ваљево
- Основни суд у Великој Плани, за територију општина Велика Плана и Смедеревска Паланка, са судском јединицом у Смедеревској Паланци
- Основни суд у Великом Градишту, за територију општина Велико Градиште и Голубац
- Основни суд у Врању, за територију општине Трговиште и за град Врање
- Основни суд у Врбасу, за територију општина Врбас, Кула и Србобран, са судском јединицом у Кули
- Основни суд у Вршцу, за територију општина Бела Црква, Вршац и Пландиште, са судском јединицом у Белој Цркви
- Основни суд у Горњем Милановцу, за територију општине Горњи Милановац
- Основни суд у Деспотовцу, за територију општина Деспотовац и Свилајнац, са судском јединицом у Свилајнцу
- Основни суд у Димитровграду, за територију општине Димитровград
- Основни суд у Зајечару, за територију општине Бољевац и за град Зајечар
- Основни суд у Зрењанину, за територију општина Житиште и Сечањ и за град Зрењанин
- Основни суд у Ивањици, за територију општина Ивањица и Лучани
- Основни суд у Јагодини, за територију општине Рековац и за град Јагодину
- Основни суд у Кикинди, за територију општина Кикинда, Нова Црња, Нови Кнежевац и Чока, са судском јединицом у Новом Кнежевцу
- Основни суд у Књажевцу, за територију општине Књажевац
- Основни суд у Крагујевцу, за територију општина Баточина, Кнић, Лапово и за град Крагујевац
- Основни суд у Краљеву, за територију општине Врњачка Бања и за град Краљево, са судском јединицом у Врњачкој Бањи
- Основни суд у Крушевцу, за територију општина Варварин и Ћићевац и за град Крушевац, са судском јединицом у Варварину
- Основни суд у Куршумлији, за територију општина Блаце и Куршумлија
- Основни суд у Лазаревцу, за територију градске општине Лазаревац
- Основни суд у Лебану, за територију општина Бојник, Лебане и Медвеђа
- Основни суд у Лесковцу, за територију општина Власотинце и Црна Трава и за град Лесковац, са судском јединицом у Власотинцу
- Основни суд у Лозници, за територију општина Крупањ, Љубовија и Мали Зворник и за град Лозницу, са судском јединицом у Љубовији
- Основни суд у Мајданпеку, за територију општине Мајданпек
- Основни суд у Мионици, за територију општина Љиг и Мионица
- Основни суд у Младеновцу, за територију градских општина Барајево, Младеновац и Сопот, са судском јединицом у Сопоту
- Основни суд у Неготину, за територију општина Кладово и Неготин, са судском јединицом у Кладову
- Основни суд у Нишу, за територију општина Гаџин Хан, Дољевац и Сврљиг и за град Ниш
- Основни суд у Новом Пазару, за територију општине Тутин и за град Нови Пазар, са судском јединицом у Тутину
- Основни суд у Новом Саду, за територију општина Бачки Петровац, Беочин, Жабаљ, Сремски Карловци, Темерин и Тител и за град Нови Сад
- Основни суд у Обреновцу, за територију градске општине Обреновац
- Основни суд у Панчеву, за територију општина Алибунар, Ковачица и Опово и за град Панчево, са судском јединицом у Ковачици
- Основни суд у Параћину, за територију општина Параћин и Ћуприја, са судском јединицом у Ћуприји
- Основни суд у Петровцу на Млави, за територију општина Жагубица и Петровац на Млави, са судском јединицом у Жагубици
- Основни суд у Пироту, за територију општина Бабушница, Бела Паланка и Пирот
- Основни суд у Пожаревцу, за територију општина Жабари, Кучево и Мало Црниће и за град Пожаревац, са судском јединицом у Кучеву
- Основни суд у Пожеги, за територију општина Ариље, Косјерић и Пожега
- Основни суд у Прибоју, за територију општине Прибој
- Основни суд у Пријепољу, за територију општина Нова Варош и Пријепоље, са судском јединицом у Новој Вароши
- Основни суд у Прокупљу, за територију општина Житорађа, Мерошина и Прокупље
- Основни суд у Рашкој, за територију општине Рашка
- Основни суд у Руми, за територију општине Ириг, Пећинци и Рума
- Основни суд у Сенти, за територију општина Ада, Кањижа и Сента
- Основни суд у Сјеници, за територију општине Сјеница
- Основни суд у Смедереву, за територију општине Ковин и за град Смедерево, са судском јединицом у Ковину
- Основни суд у Сомбору, за територију општина Апатин и Оџаци и за град Сомбор
- Основни суд у Сремској Митровици, за територију града Сремске Митровице
- Основни суд у Старој Пазови, за територију општина Инђија и Стара Пазова, са судском јединицом у Инђији
- Основни суд у Суботици, за територију општина Бачка Топола и Мали Иђош и за град Суботицу, са судском јединицом у Бачкој Тополи
- Основни суд у Сурдулици, за територију општина Босилеград, Владичин Хан и Сурдулица, са судским јединицама у Босилеграду и Владичином Хану
- Основни суд у Трстенику, за територију општине Трстеник
- Основни суд у Убу, за територију општина Лајковац и Уб
- Основни суд у Ужицу, за територију општина Бајина Башта и Чајетина и за град Ужице, са судском јединицом у Бајиној Башти
- Основни суд у Чачку, за територију града Чачка
- Основни суд у Шапцу, за територију општина Богатић, Владимирци и Коцељева и за град Шабац, са судском јединицом у Богатићу и судском јединицом у Коцељеви за територију општина Коцељева и Владимирци
- Основни суд у Шиду, за територију општине Шид